# Miami-Dade Transit

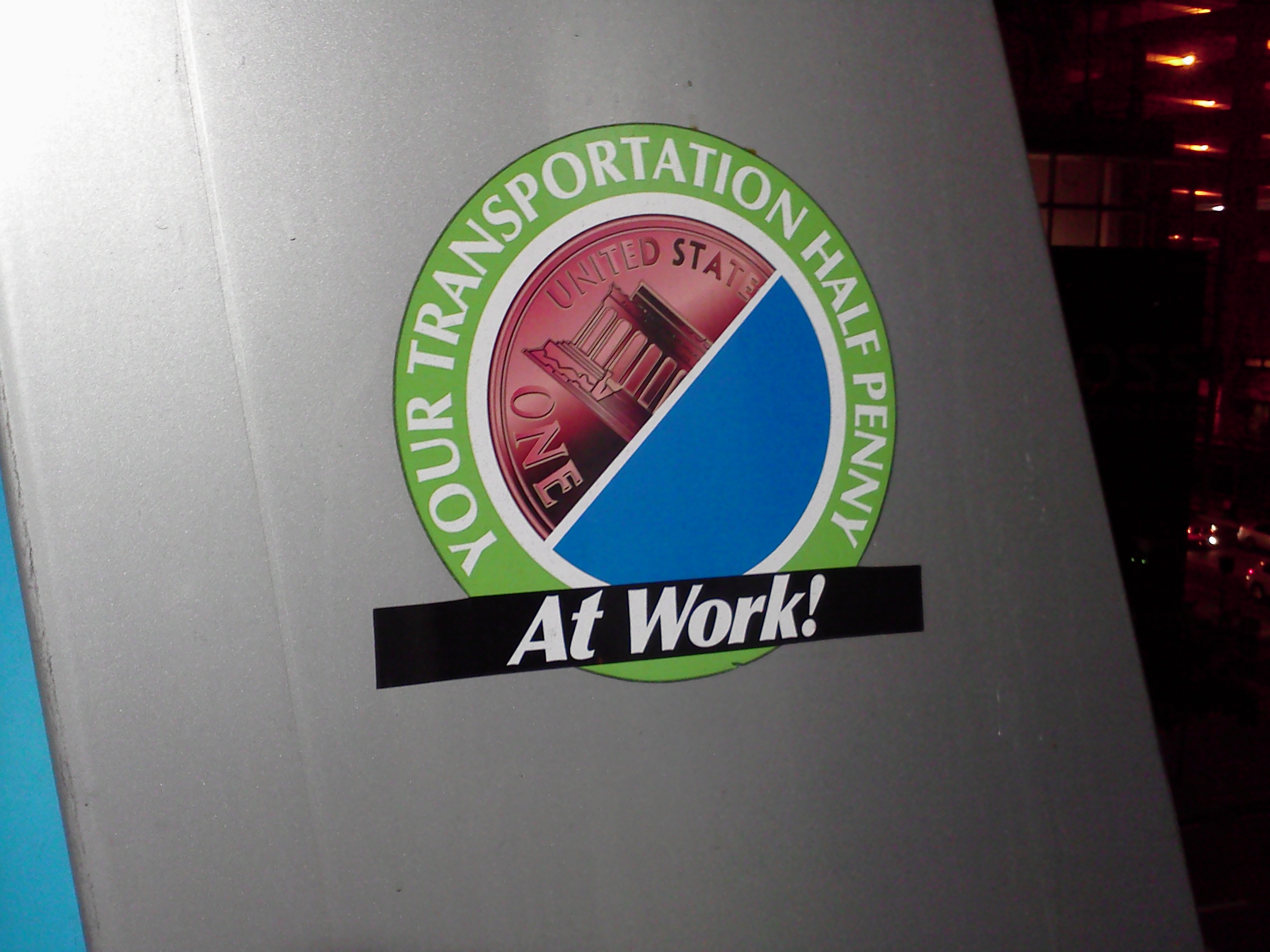
Diese Aufkleber wurden auf vielen Fahrzeugen von Miami-Dade Transit angebracht, um auf die 2002 erhobene Halbe-Cent-Steuer hinzuweisen, die neue Anschaffungen und einige Erweiterungen ermöglichte.

Miami-Dade Transit (MDT) sind die Verkehrsbetriebe für den Öffentlichen Personennahverkehr im  Miami-Dade County in Florida, Vereinigte Staaten. MDT befördert täglich über 390.000 Passagiere. Das öffentliche Unternehmen wurde 1960 gegründet.
Miami-Dade Transit betreibt die Metrorail und ein umfangreiches Bussystem. Eine Besonderheit ist der kostenlose Metro-Mover.
Die fünf Stationen der Tri-Rail auf dem Gebiet vom Miami-Dade County werden nicht vom MDT betrieben. Ein kostenloses Bus-Trolley System wird direkt von der Stadt Miami finanziert.
Eine Einzelfahrt kostet 2,25 Dollar, ein Tagesticket 5,65 Dollar (Stand April 2025).